# Aeropuerto de Chibougamau-Chapais
El Aeropuerto de Chibougamau-Chapais (del inglés: Chibougamau/Chapais Airport) (IATA: YMT, OACI: CYMT) está ubicado a 10,7 MN (19,8 km; 12,3 mi) al suroeste de Chibougamau, Quebec, Canadá. 

## Aerolíneas y destinos
- Air Creebec
  - Montreal / Aeropuerto Internacional de Montreal-Trudeau
  - Nemaska / Aeropuerto de Nemiscau
  - Roberva / Aeropuerto de Roberva